# Kabwe
Kabwe, cunoscut anterior sub numele de Broken Hill este un oraș în provincia Centrală, Zambia, care are funcție administrativă de reședință a provinciei. Fundarea orașului este legată de descoperirea în 1902 a zăcământului de plumb și cupru Broken Hill. Kabwe este considerat și locul nașterii politicii zambiene.